# ELSPBP1
ELSPBP1 (англ. Epididymal sperm binding protein 1) – білок, який кодується однойменним геном, розташованим у людей на довгому плечі 19-ї хромосоми. Довжина поліпептидного ланцюга білка становить 223 амінокислот, а молекулярна маса — 26 106.
| 10         |  | 20         |  | 30         |  | 40         |  | 50         |
| ---------- |  | ---------- |  | ---------- |  | ---------- |  | ---------- |
| MTRWSSYLLG |  | WTTFLLYSYE |  | SSGGMHEECV |  | FPFTYKGSVY |  | FTCTHIHSLS |
| PWCATRAVYN |  | GQWKYCQSED |  | YPRCIFPFIY |  | RGKAYNSCIS |  | QGSFLGSLWC |
| SVTSVFDEKQ |  | QWKFCETNEY |  | GGNSLRKPCI |  | FPSIYRNNVV |  | SDCMEDESNK |
| LWCPTTENMD |  | KDGKWSFCAD |  | TRISALVPGF |  | PCHFPFNYKN |  | KNYFNCTNEG |
| SKENLVWCAT |  | SYNYDQDHTW |  | VYC        |  |            |  |            |

A: Аланін

C: Цистеїн

D: Аспарагінова кислота

E: Глутамінова кислота

F: Фенілаланін

G: Гліцин

H: Гістидин

I: Ізолейцин

K: Лізин

L: Лейцин

M: Метіонін

N: Аспарагін

P: Пролін

Q: Глутамін

R: Аргінін

S: Серин

T: Треонін

V: Валін

W: Триптофан

Задіяний у такому біологічному процесі, як запліднення. 
Секретований назовні.